# رؤي جبابلي
رؤي جبابلي (مواليد 17 نوفمبر 1997)، هُو رياضي ألعاب قوى بارالمبي تونسي مُتخصص في ركض المسافات المتوسطة. مثل جبابلي بلاده تونس في دورة الألعاب البارالمبية الصيفية 2020.

## مسيرته الرياضية
مثل رؤي جبابلي بلاده تونس  في مُنافسات سباق 1500 متر رجال فئة T13 ‏ خلال دورة الألعاب البارالمبية الصيفية 2020، وقد أحرز خلال هذه المُشاركة ميدالية فضية.

## روابط خارجية
- رؤي جبابلي على موقع الاتحاد الدولي لألعاب القوى (الإنجليزية)
- رؤي جبابلي على موقع Paralympic.org (الإنجليزية)
- رؤي جبابلي على موقع IPC.InfostradaSports.com (مؤرشف) (الإنجليزية)